# فلزنشان‌های آدلوتیپا
 فلزنشان‌های آدلوتیپا(نام علمی: Adelotypa) نام یک سرده از تیره فلزنقشیان است.